# Ben Stiller
Ben Stiller (30. studenog 1965., New York City, New York, SAD) je američki komičar, glumac, pisac, redatelj i producent. Sin je Jerryja Stillera i Anne Meara.
Glumačku karijeru je započeo u kazalištu. Zatim je pisao scenarije za lažne dokumentarne filmove. Nakon toga je radio u showu The Ben Stiller Show. Zatim je ostvario nekoliko filmskih uloga, te je bio redatelj filma Reality Bites. Poznat je kao član skupine Frat Pack. Ostvario je mnogo uloga, od kojih su najpoznatije u filmovima There's Something About Mary, Upoznajte roditelje, Zoolander, Dodgeball: A True Underdog Story, Tropska grmljavina i Noć u muzeju.